# Aq Köprük
Aq Köprük (le « Pont blanc » en ouzbek) est une ville située en Afghanistan, dans la province de Balkh, au sud de Mazâr-e Charîf. Plusieurs sites archéologiques de la fin du Paléolithique et du Néolithique ont été découverts dans des abris sous roches, des grottes ou sur des sites de plein air (sur du lœss et des alluvions) situés à proximité. Ils ont été fouillés au début des années 1960 sous la direction de Louis Dupree. La séquence chronologique est difficile à reconstruire, du fait d'une stratigraphie compliquée. Il s'agit néanmoins d'une série de sites essentiels pour la connaissance du Néolithique afghan, car c'est l'un des rares de cette période à avoir été fouillé, en raison du contexte politique de ce pays.

## Néolithique
Le matériel archéologique mis au jour atteste l'existence de communautés d'agriculteurs sédentaires qui sont probablement parmi les plus anciennes de cette région, encore mal connue pour cette époque du fait du contexte politique actuel qui empêche l'ouverture de nouvelles fouilles.
- Les grottes de Ghar-e-Mar (la « Grotte du serpent » en persan) comportent deux niveaux : A (vers 6600 av. J.-C.) et B. Des houes en pierre, des meules et des vases en stéatite ont été trouvés au niveau B de Ghar-e-Mar.
- Ghar-e-Asp (« Grotte du cheval ») a livré des objets divers datés du IXe millénaire av. J.-C. : lames de faucilles, grattoirs, perçoirs, alênes.

On a aussi exhumé des restes d'ovins et de caprins domestiques. Tout indique donc qu'on est en présence de sociétés d'agriculteurs disposant de connaissances déjà avancées dans la pratique agricole. Elles n'ont cependant pas abandonné pour autant la pratique de la chasse et de la cueillette. Le fait que ces sites aient été mis au jour si loin des foyers supposés de néolithisation (au Proche-Orient), à une époque si reculée, laisse ouvertes bien des perspectives.
Dans des niveaux plus tardifs de ces grottes (entre 5500 et 2500 av. J.-C.), les trouvailles ont consisté en du matériel agricole ainsi que de la céramique, la plus ancienne faite dans une pâte noire, la plus récente au tour, bien que la chronologie des découvertes soit assez perturbée. Des objets en cuivre ont également été mis au jour.

## Paléolithique
À côté de cette phase néolithique, des sites plus anciens datant du Paléolithique supérieur ont été fouillés. L'outillage consiste en des microlames en silex, servant pour diverses activités (construction, abattage de bois, chasse), des burins ou des lames.